# Kårrojauratjah
Kårrojauratjah är en sjö i Jokkmokks kommun i Lappland och ingår i Luleälvens huvudavrinningsområde. Sjön har en area på 0,402 kvadratkilometer och ligger 926,1 meter över havet. Kårrojauratjah ligger i Padjelanta Natura 2000-område.

## Delavrinningsområde
Kårrojauratjah ingår i det delavrinningsområde (745845-155528) som SMHI kallar för Inloppet i Tarraluoppal. Medelhöjden är 960 meter över havet och ytan är 25,4 kvadratkilometer. Räknas de 6 avrinningsområdena uppströms in blir den ackumulerade arean 70,6 kvadratkilometer. Lilla Luleälven (Tarraätno) som avvattnar avrinningsområdet har biflödesordning 2, vilket innebär att vattnet flödar genom totalt 2 vattendrag innan det når havet efter 348 kilometer. Avrinningsområdet består mestadels av kalfjäll (93 procent). Avrinningsområdet har 1,37 kvadratkilometer vattenytor vilket ger det en sjöprocent på 5,4 procent.